# Gare de Plouaret-Trégor
Gare de Plouaret-Trégor vasútállomás Franciaországban, Plouaret településen.

## Vasútvonalak
Az állomást az alábbi vasútvonalak érintik:
- Párizs–Brest-vasútvonal
- Plouaret–Lannion-vasútvonal

## Kapcsolódó állomások
A vasútállomáshoz az alábbi állomások vannak a legközelebb:
- Gare de Plounérin (Gare de Brest, Párizs–Brest-vasútvonal)
- Gare de Belle-Isle - Bégard (Paris Gare Montparnasse, Párizs–Brest-vasútvonal)
- Gare de Lannion (Gare de Lannion, Plouaret–Lannion-vasútvonal)